# Telescopus dhara
Telescopus dhara är en ormart som beskrevs av Peter Forsskål 1775. Telescopus dhara ingår i släktet Telescopus och familjen snokar. Arten förekommer i Mellanöstern och Afrika så långt söderut som norra Kenya. Inga underarter finns listade i Catalogue of Life.